# جیم کلیری
جیم کلیری (انگلیسی: Jim Cleary؛ زادهٔ ۲۷ مهٔ ۱۹۵۶) بازیکن فوتبال اهل ایرلند شمالی بود.
از باشگاه‌هایی که در آن بازی کرده‌است می‌توان به باشگاه فوتبال گلنتوران اشاره کرد.
وی همچنین در تیم ملی فوتبال ایرلند شمالی بازی کرده‌است.